# 迪亞蒙恩島
64°2′S 61°17′W / 64.033°S 61.283°W
迪亞蒙恩島（英語：Diamonen Island）是南極洲的島嶼，位於葛拉漢地西岸的丹科海岸，處於莫雷諾岩以北的傑拉許海峽，由比利時探險隊繪入地圖，現時由南極條約體系管理。